# Sân bay quốc tế mới Islamabad
Sân bay quốc tế mới Islamabad là một sân bay có diện tích 3600 mẫu đang được xây để phục vụ thủ đô Islamabad, thành phố Rawalpindi và các khu vực xung quanh thủ đô của Pakistan. Sân bay này sẽ thay thế sân bay hiện hữu ở Rawalpindi. Vị trí sân bay mới nằm ở Fateh Jang, cự ly 30 km về phía tây nam thủ đô Islamabad. Việc xây dựng bắt đầu tháng 4 năm 2007 sau một thập kỷ trì hoãn, thời gian thi công dự kiến 3 năm. Sân bay này sẽ thay thế sân bay quốc tế Islamabad, dự kiến có tên sân bay quốc tế Gandhara theo tên vương quốc Phật giáo Gandhara.
Sân bay này sẽ có diện tích 13 km² đất đã được Cục hàng không dân dụng nước này mua thập niên 1980 tại Pind Ranjha gần Fateh Jang, cách 23 km so với Saddar, Rawalpindi.
Cục hàng không dân dụng nước này thông báo sân bay mới sẽ có tên "sân bay quốc tế Gandhara" theo vương quốc theo Phật giáo cổ.
Sân bay sẽ được xây theo nhiều giai đoạn..
Hai đường băng sẽ có chiều dài 4000 mét.